# 那須ロープウェイ
座標: 北緯37度7分31.15秒 東経139度58分45.45秒 / 北緯37.1253194度 東経139.9792917度

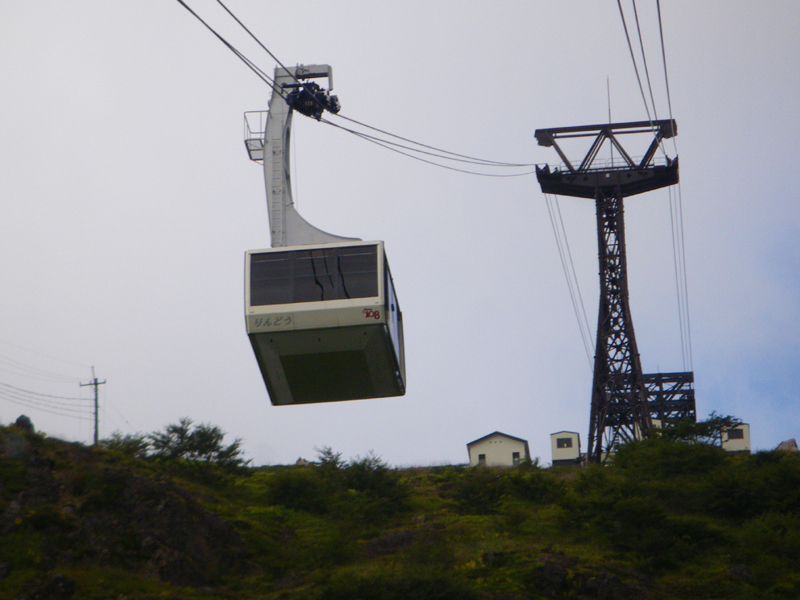
那須ロープウェイのゴンドラ

那須ロープウェイ（なすロープウェイ）は、栃木県那須郡那須町にある那須岳にかかる索道（ロープウェイ）の一つで、那須岳の峰の一つである茶臼岳の山頂付近と山麓を結んでいる。設置および運行事業者は東野交通であったが、経営統合により2018年（平成30年）10月1日以降は関東自動車の運営となっている。

## 概要
那須岳の主要な峰の一つである茶臼岳は、現代においても西斜面の火口から噴気などの活動が続いており、平野部の多い関東地方では数少ない活火山である。また、那須高原に属するその麓には殺生石や那須温泉郷などの観光地を有している。
那須ロープウェイは茶臼岳の東斜面にかかる索道で、茶臼岳の7合目、栃木県道17号那須高原線沿いに位置する山麓駅から、9合目にある山頂駅までを結び、麓から山頂や火口へのアクセスを比較的容易にしている。なお、本索道と同様に那須岳の山塊にかかる索道であり、北東側に位置するマウントジーンズスキーリゾート那須の索道（ゴンドラおよびリフト）がスキー場施設の一部として運営されているのに対し、本索道は純粋に観光登山客向けの索道であるため、12月1日から翌年3月中旬までの冬期は運休となる。
茶臼岳は特に強い風が吹き荒れることがある山だが、2002年（平成14年）以降に運行されているゴンドラ（搬器）には、強風時における安全性を図るための制振装置が搭載されており、ゴンドラの設計・製作を手がけた日本ケーブルでは、この装置を搭載した交走式ロープウェイは世界初であるとしている。ただし強風や雷などの悪天候の際には運休となる場合もある。

## 路線データ
- 全長：812m
- 高低差：294m
- 走行方式：複線交走式
- 定員：111人
- 運転時分：3分40秒
- 駅数：2駅

## 駅一覧
山麓駅（北緯37度7分31秒 東経139度58分45秒 / 北緯37.12528度 東経139.97917度） - 山頂駅（北緯37度7分26.6秒 東経139度58分14.6秒 / 北緯37.124056度 東経139.970722度）
那須ロープウェイ山麓駅

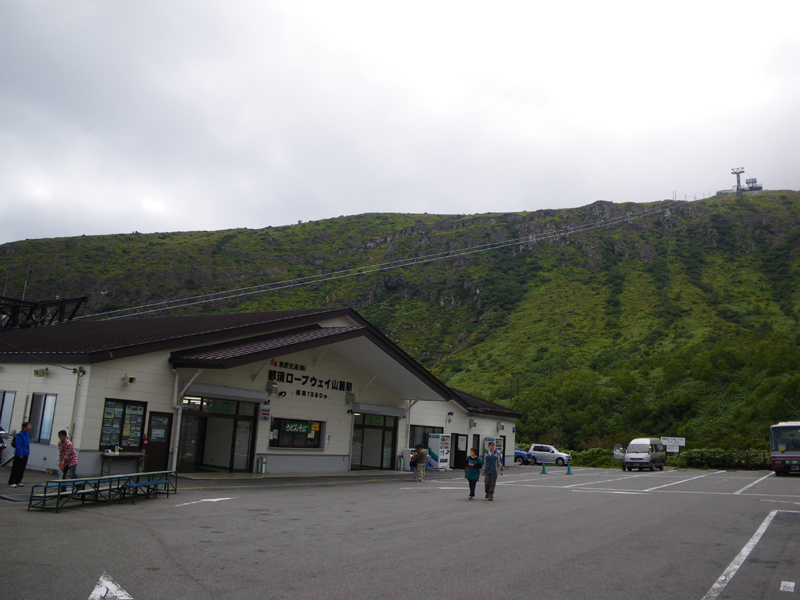
山麓駅

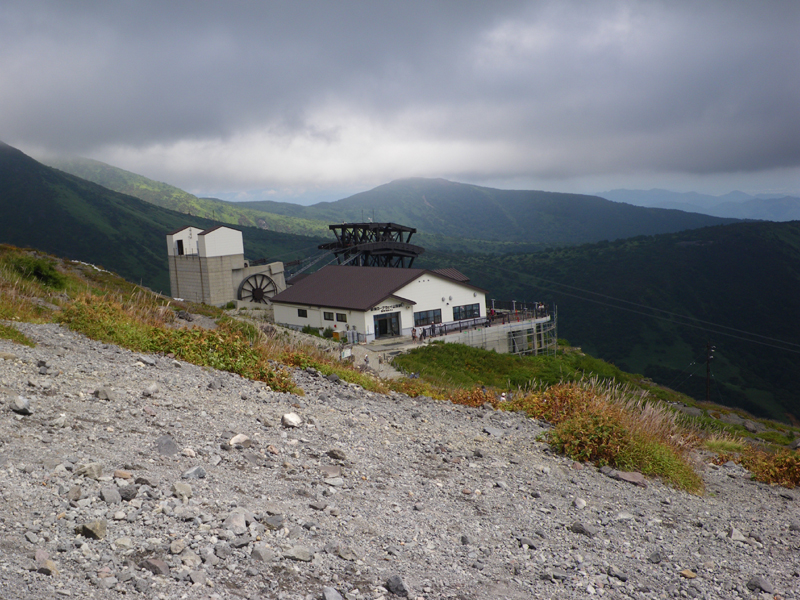
山頂駅

栃木県道17号那須高原線沿いに位置しており、マイカーでの乗り入れが可能である。バス路線とも接続する（#接続路線を参照）。
那須ロープウェイ山頂駅
茶臼岳の9合目、那須岳の東側を一望できる位置にある。なお、山頂までは40 - 50分程度、西斜面の火口（無間地獄）までは30分程度、足場の悪い斜面を歩く必要があり、那須ロープウェイの公式サイトではある程度の登山装備の用意を推奨している。

## 接続路線
公式サイト「交通のご案内」も参照。
関東自動車那須塩原営業所の路線バス
- 那須塩原駅・黒磯駅から那須ロープウェイ行で終点下車。このバスは那須塩原駅から出発し、途中で黒磯駅西口を経由する。

## 設計製作
- (株)日本ケーブル

## 歴史
- 1960年（昭和35年） - 東野鉄道が那須岳（茶臼岳）にロープウェイ建設計画立案[9]
- 1962年（昭和37年）10月19日 - 開業[9]
- 1967年（昭和42年） - ゴンドラを36人乗りから45人乗りへ交換[9]
- 1969年（昭和44年）6月 - 東野交通に社名変更
- 1975年（昭和50年） - ゴンドラを46人乗りに交換[9]
- 2002年（平成14年）4月27日 - 111人乗りのスイス製ゴンドラを導入[9]
- 2015年（平成27年）7月18日 - 運賃改定 大人片道670円→750円など[10]
- 2018年（平成30年）10月1日 - 運営会社の東野交通が関東自動車と経営統合して解散。それに伴い、那須ロープウェイも存在会社である関東自動車の運営として承継される。